# Longeville-lès-Metz
Longeville-lès-Metz là một xã trong vùng hành chính Lothringen, thuộc tỉnh Moselle, quận Metz-Campagne, tổng Woippy. Tọa độ địa lý của xã là 49° 06' vĩ độ bắc, 06° 08' kinh độ đông. Longeville-lès-Metz nằm trên độ cao trung bình là m mét trên mực nước biển, có điểm thấp nhất là 165 mét và điểm cao nhất là 315 mét. Xã có diện tích 2,71 km², dân số vào thời điểm 2004 là 3971 người; mật độ dân số là 1470,7 người/km².

## Thông tin nhân khẩu
| 1962  | 1968  | 1975  | 1982  | 1990  | 1999  |
| ----- | ----- | ----- | ----- | ----- | ----- |
| 4 058 | 4 379 | 4 136 | 4 078 | 4 134 | 4 012 |